# أوفس أوبن إكس إم إل
اوفيس اوبن اكس ام ال (المعروف أيضا باسم OOXML - OpenXML) هو مضغوط، شكل أكس ملف المستندة إلى وضعها 2for [مايكروسوفت تمثل جداول البيانات والرسوم البيانية، والعروض وثائق معالجة النصوص. في البداية كانت موحدة ومواصفات إكس إم إل اوفيس اوبن من قبل Ecma (وECMA - 376) وفيما بعد من قبل المنظمة الدولية للمعايير IEC (كما ISO 29500 IEC /).
في عام 2000، أطلقت [مايكروسوفت] نسخة أولية لشكل أكس أم أل المستندة لمايكروسوفت إكسل، التي تأسست في مكتب [إكس بي]. في عام 2002، ثم شكل ملف جديد لمايكروسوفت وورد. تنسيقات اكسل وكلمة المعروف باسم تنسيقات مايكروسوفت إكس إم إل المكاتب وأدرجت في وقت لاحق إلى إصدار 2003 من مايكروسوفت أوفيس.
أعلنت مايكروسوفت في نوفمبر 2005 أنها سوف تشارك في تقديم توحيد الإصدار الجديد من الأشكال على لغة إكس إم من خلال الجمعية المصرية الدولية، باسم "إكس إم إل اوفيس اوبن"